# Истерия!
„Истерия!“ (на английски: Histeria!) е американски анимационен сериал, създаден от Том Ругър. За разлика от други шоута на Warner Bros., замисълът на „Истерия!“ е не само да забавлява, а и да преподава история. В този сериал главните герои посещават различни периоди или случки от историята и ги обяснят чрез сатира, хумор и пародия.

## Озвучаващ състав
| Изпълнител     | Роля |
| -------------- | --- |
| Франк Уелкър   | Дядо Време кучето Феч Цар Соломон Пул Хаузър Фред Мопъл Бил Клинтън Еф Лий Були Ричард Бърд Монахиня Уингбет Едгар Алън По |
| Лорейн Нюман   | Г-ца Дезинформация Чарити Базар Жана д'Арк Сара Купърсмит Мери Тод Линкълн Амелия Еърхарт Сафо |
| Трес Макнийл   | Най-възрастната жена на света Пепър Милс Тоуст Елизабет I Чо-Чо Марта Вашингтон Моли Пичър кравата Дейзи Индира Ганди Сара Гуд Флорънс Найтингейл Императрица Тереза Жозефин дьо Боарне Емили Дикинсън Майката на Жана д'Арк Елинор Рузвелт                                                                             |
| Морис Ламарш   | Джордж Вашингтон Ейбрахам Линкълн Уилям Шекспир Атила (в някои епизоди) Христофор Колумб Сократ Йосиф Сталин Ерик Червения Мартин Лутър Кеметик Олмек статуя Цар Ромул Удроу Уилсън Мацуо Башо Бенедикт Арнолд Лудвиг ван Бетовен Франклин Делано Рузвелт Франсис Белами Америко Веспучи Иемитцу Микеланджело Буонароти |
| Били Уест      | Бенджамин Франклин Уилям Шърман Томас Джеферсън Конфуций |
| Джеф Бенет     | Наполеон Бонапарт Рене Декарт (в някои епизоди) |
| Нора Дън       | Лидия Караоке, отдел „Цензура“ Статуя на свободата |
| Коди Ругър     | Лауд Кидингтън |
| Нейтън Ругър   | Фрого |
| Люк Ругър      | Голямото дебело бебе |
| Крий Съмър     | Ака Пела Г-жа Тиранозавър Рекс Сенаторка |
| Пол Ръг        | Нострадамус Мериуедър Луис |
| Фред Травалина | Юлий Цезар Марк Антоний Юлисис Грант Уилям Кларк |
| Роб Полсън     | Зигмунд Фройд Сами Мелман Рене Декарт (в някои епизоди) |

## Епизоди
Това е списъкът с епизоди на „Истерия!“ с оригиналните дати на излъчване в България.

### Сезон 1
1. „Залата на славните изобретатели – първа част“ – 24 ноември 2007 г.
2. „Залата на славните изобретатели – втора част“ – 25 ноември 2007 г.
3. „Американската гражданска война – първа част“ – 1 декември 2007 г.
4. „Атаката на викингите“ – 2 декември 2007 г.
5. „Дивият запад“ – 8 декември 2007 г.
6. „Американската революция – първа част“ – 9 декември 2007 г.
7. „Още откриватели“ – 15 декември 2007 г.
8. „Всезнайковците“ – 16 декември 2007 г.
9. „Ренесансът“ – 22 декември 2007 г.
10. „Американската гражданска война – втора част“ – 23 декември 2007 г.
11. „Стари, но добри“ – 29 декември 2007 г.
12. „Американската революция – втора част“ – 30 декември 2007 г.
13. „Напаст от миналото“ – 5 януари 2008 г.
14. „Китай“ – 6 януари 2008 г.
15. „В чест на тираните“ – 12 януари 2008 г.
16. „Шоуто Монтезума“ – 13 януари 2008 г.
17. „Древната история на Шуми Хлапето“ – 19 януари 2008 г.
18. „Великите герои на Франция“ – 20 януари 2008 г.
19. „Ужасните Тюдори“ – 26 януари 2008 г.
20. „Колелото на историята“ – 27 януари 2008 г.
21. „Когато полудее времето“ – 2 февруари 2008 г.
22. „Около света за един ден“ – 3 февруари 2008 г.
23. „Сателитната телевизия на Истерия“ – 9 февруари 2008 г.
24. „Лагерът на генерал Шърман“ – 10 февруари 2008 г.
25. „Завръщане в Рим“ – 16 февруари 2008 г.
26. „Мегаломанияци“ – 17 февруари 2008 г.
27. „Руската революция“ – 23 февруари 2008 г.
28. „Програмата на Томас Джеферсън“ – 24 февруари 2008 г.
29. „Ура за президентите“ – 1 март 2008 г.
30. „Лигата на Супер писателите“ – 2 март 2008 г.

### Сезон 2
1. „Завръщане в Китай“ – 8 март 2008 г.
2. „Писателите от Пурпорната проза“ – 9 март 2008 г.
3. „История на въздухоплаването“ – 15 март 2008 г.
4. „Президентски хора“ – 16 март 2008 г.
5. „Истерия около света – първа част“ – 22 март 2008 г.
6. „Когато Америка беше млада“ – 23 март 2008 г.
7. „Най-удивителните конституции“ – 29 март 2008 г.
8. „По-добър живот с науката“ – 30 март 2008 г.
9. „Зората на времето“ – 5 април 2008 г.
10. „Музика“ – 6 април 2008 г.
11. „Втората световна война“ – 12 април 2008 г.
12. „Шоуто на Теди Рузвелт“ – 13 април 2008 г.
13. „Комунистите“ – 19 април 2008 г.
14. „Истерия около света – втора част“ – 20 април 2008 г.
15. „Американа“ – 26 април 2008 г.
16. „Президентите на 20 век“ – 27 април 2008 г.
17. „Театъра на Дебелото бебе“ – 3 май 2008 г.
18. „Френската революция“ – 4 май 2008 г.
19. „Истерия отива на Луната“ – 10 май 2008 г.
20. „Героите на истината и справедливостта“ – 11 май 2008 г.
21. „Евро-Мания“ – 17 май 2008 г.
22. „Северна Америка“ – 18 май 2008 г.

## „Истерия!“ в България
В България сериалът започва излъчването си по Нова телевизия на 24 ноември 2007 г., всяка събота и неделя от 08:30 и завършва на 18 май 2008 г. За разлика от другите епизоди, „Евро-Мания“ е излъчен не от 08:30, както би трябвало, а от 10:00, заради промяна в програмата на Нова телевизия. Ролите се озвучават от артистите Василка Сугарева, Вилма Карталска, Ася Братанова, Здрава Каменова, Христина Ибришимова, Любомир Младенов, Николай Николов, Цанко Тасев и Стефан Сърчаджиев – Съра.